# Gustav Fritsch
Gustav Theodor Fritsch (Cottbus, 5 marzo 1838 – Berlino, 12 giugno 1927) è stato un anatomista, antropologo e fisiologo tedesco.

## Biografia
Fritsch studiò scienze naturali e medicina a Berlino, Breslavia e Heidelberg. Nel 1874 diventò professore associato di fisiologia presso l'Università di Berlino, in seguito fu nominato capo del dipartimento di istologia presso l'istituto di fisiologia.
Lavorò con il neuropsichiatra Eduard Hitzig (1839-1907) per studiare la localizzazione delle aree motorie del cervello.
Oltre ai suoi studi in medina Fritsch, fu noto anche per le sue ricerche etnografiche dell'Africa meridionale (1863-1866).
Nel 1868 partecipò a una spedizione ad Aden per osservare l'eclissi solare (18 agosto), successivamente si recò in Egitto, dove accompagnò Johannes Dümichen (1833-1894) in una spedizione archeologica e fotografica. Nel 1874, si recò a Isfahan per osservare il transito di Venere. Fece anche delle ricerche zoologiche in Anatolia e nel 1881/82 studiò i pesci elettrofori nelle regioni del Mediterraneo orientale. 

## Opere principali
- Drei Jahre in Sud-Afrika: Reiseskizzen nach Notizen des Tagebuchs zusammengestellt. Hirt, Breslavia 1868.
- Ueber die elektrische Erregbarkeit des Grosshirns . Archiv für Anatomie, Physiologie und wissenschaftliche Medicin: (con Eduard Hitzig) 300–332, 1870.
- Die Eingeborenen Süd-Afrika's: ethnographisch und anatomisch beschrieben. Hirt, Breslavia 1872.
- Vergleichend-anatomische Betrachtung der elektrischen Organe von Gymnotus electricus. Veit, Lipsia 1881.